# Право на изтриване
Правото на изтриване (или право да бъдеш забравен) е право, свързано със защитата на личните данни и по-конкретно с отношенията с администратори на лични данни (хора или компании, които събират, записват, употребяват, обработват, разкриват и други действия с лични данни). Идеята се практикува в Европейския съюз и Аржентина. Проблемът възниква от желанията на индивиди „да определят развитието на живота си по автономен начин, без да бъдат постоянно или периодично стигматизирани в резултат от определени действия, извършени в миналото“.:с. 231 Например, ако при определено търсене Гугъл индексира страници, които съдържат лични данни на потребител, компанията Гугъл се счита за администратор на такива данни. При определени условия (невярна, неактуална информация), потребителят има право на искане към компанията да премахне от резултатите с търсения линкове, които съдържат негови лични данни.
По данни на технологичния блог Questona български физически и юридически лица са подали общо 3239 искания за изтриване на информация от Гугъл към септември 2019 г. Почти 85% от подадените искания са на обикновени български граждани.
Останалите искания са разделени в категории, една от които са политиците и служителите на правителство. Тази категория е най-активна: тя е подала над 47% от всички искания за изтриване на информация.
В миналото съществуват противоречения относно практичността на създаване на право на изтриване в контекста на международните човешки права по отношение на достъпа на информация, отчасти поради неяснотата на настоящите решения, които се опитват да приложат такова право. Освен това, съществуват въпроси относно въздействието на такъв закон върху правото на свобода на словото и дали създаването на такъв закон би понижил качеството на интернет чрез цензура. Подкрепящите правото на изтриване отбелязват нуждата от него, породена от проблеми като порното за отмъщение, което се появява в търсачките при търсене на името на човек, както и случаите с извеждането на резултати относно дребни престъпления, които индивидите може би са извършили преди много години. Централната идея тук е, че тези резултати могат неоснователно да играят важна роля в онлайн присъствието на дадено лице за почти неопределено време, ако не бъде премахнато.